# Route européenne 773
Pour les articles homonymes, voir Route 773.
La route européenne 773 est une route reliant Popovica (bg) à Bourgas.